# Ginástica rítmica nos Jogos Pan-Americanos de 2011 - 5 bolas
A competição de 5 bolas foi um dos eventos da ginástica rítmica nos Jogos Pan-Americanos de 2011. Foi disputada no Complexo Nissan de Ginástica no dia 17 de outubro.

## Calendário
Horário local (UTC-6).
| Data          | Horário | Fase  |
| ------------- | ------- | ----- |
| 17 de outubro | 19:15   | Final |

## Medalhistas
|  | BRA Brasil                                                                            |  | USA Estados Unidos                                                                        |  | CAN Canadá                                                                                       |
|  | Dayane Amaral Débora Falda Luisa Matsuo Bianca Mendonça Eliane Sampaio Drielly Daltoe |  | Jessica Bogdanov Megan Frohlich Aimee Gupta Michelle Przybylo Sofya Roytburg Sydney Sachs |  | Katrina Cameron Rose Cossar Alexandra Landry Anastasiya Muntyanu Anjelika Reznik Kelsey Titmarsh |

## Resultados
| Pos.              | País |        |
| ----------------- | --- | ------ |
| Medalha de ouro   | BRA Brasil Dayane Amaral Débora Falda Luisa Matsuo Bianca Mendonça Eliane Sampaio Drielly Daltoe             | 25.050 |
| Medalha de prata  | USA Estados Unidos Jessica Bogdanov Megan Frohlich Aimee Gupta Michelle Przybylo Sofya Roytburg Sydney Sachs | 24.850 |
| Medalha de bronze | CAN Canadá Katrina Cameron Rose Cossar Alexandra Landry Anastasiya Muntyanu Anjelika Reznik Kelsey Titmarsh  | 24.625 |
| 4                 | CUB Cuba Maydelis Delgado Zenia Fernández Lianet José Martha Pérez Yeney Renovales Legna Savón               | 24.425 |
| 5                 | VEN Venezuela Grisbel López Leiyineth Medrano Andrea Myerston Michelle Sánchez Neira Segura Nathalia Silva   | 22.250 |